# Skrętek

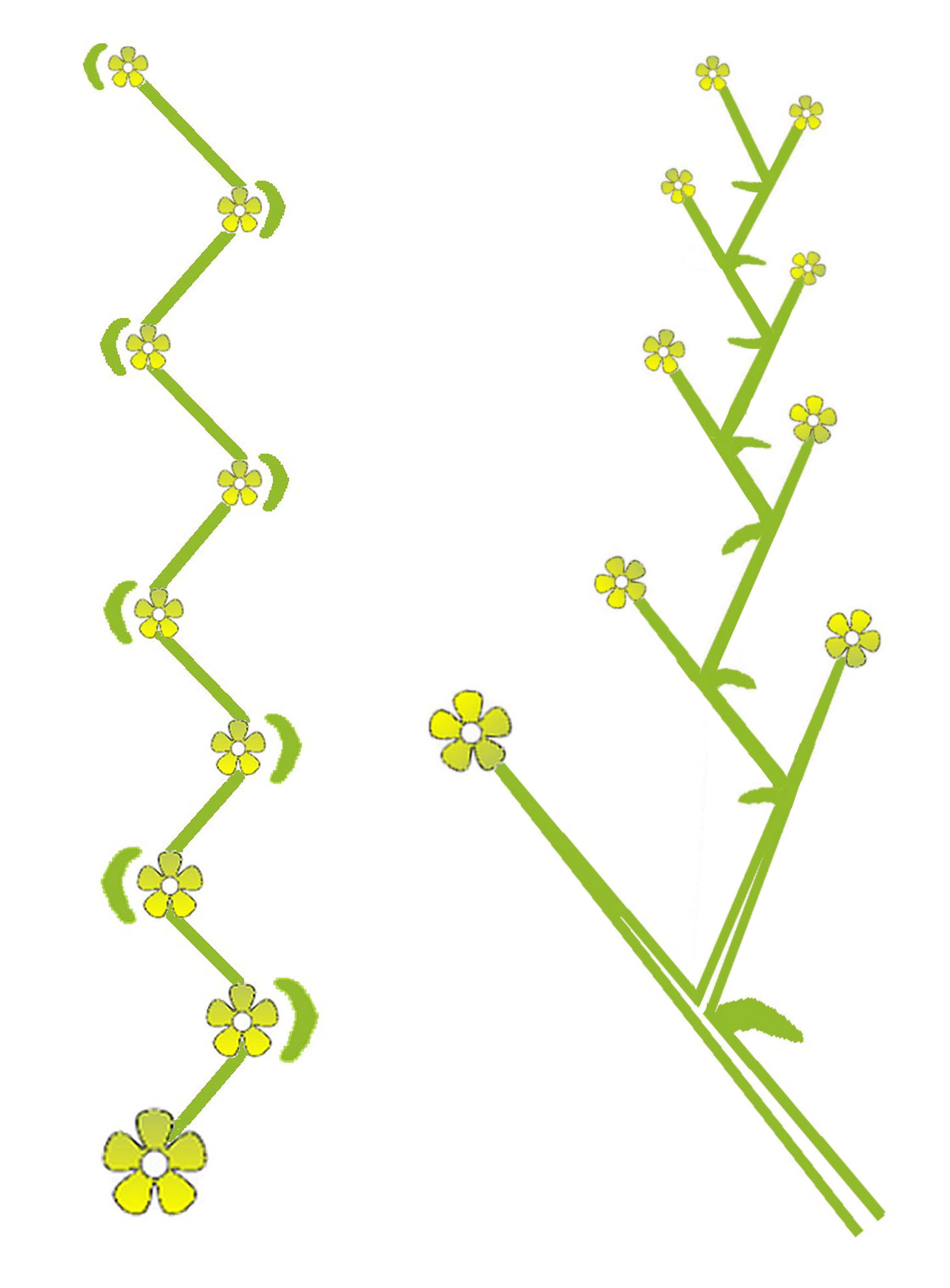

Skrętek (a. skrętka, ang. helicoid cyme, scorpioid, łac. bostryx) – rodzaj kwiatostanu z grupy wierzchotek jednoramiennych. Ma kwiat na szczycie pędu. Gdy kwiat ten zaczyna się rozwijać, z kąta liścia wyrasta odgałęzienie drugiego rzędu, które znowu kończy się kwiatem. Kolejne odgałęzienia wyrastają zawsze po tej samej stronie. Skrętek jest bardzo podobny do sierpika, z tą różnicą, że widziany z góry jest zygzakowaty, podczas gdy sierpik widziany z góry ma kwiaty ułożone w prostej linii. Sierpiki występują np. w rodzinie ogórecznikowatych.
Kwiaty w skrętku zaczynają kwitnąć od kwiatu znajdującego się na głównej osi, stopniowo w kierunku pojawiających się osi drugiego, trzeciego i następnych rzędów. Listki, z kątów których wyrastają te osie noszą nazwę podsadek.